# 密氏脂眼魴
密氏脂眼魴是鰺形目脂眼魴科脂眼魴屬的一種。

## 命名
本魚學名的種加詞源自德国姓氏「穆勒」（Muller），是為了紀念德國及澳洲的博學家費迪南德·馮穆勒。

## 分佈
本魚是熱帶魚類，主要分佈於印度洋至西太平洋以及澳洲北部海城，本魚是海魚，活動水域從遠洋到淺海，適應淡水及咸淡水，在近岸棲息、會遷移到咸淡水域，常出現在海河交界的河口、港湾等。

## 形態
本魚為中型魚類，最大體長可達37.5公分，體形為紡錘狀、緃寬，切面扁平；背鰭後退硬棘4枚、軟條16-18枚，臀鰭近位於身體中部、硬棘3枚、軟條26-30枚。背鰭前方有顯著的黑斑

## 經濟利用
無經濟利用記錄。